# Gualterio Enrique Ahrens
Gualtiero Enrique Ahrens (Buenos Aires, 27 de diciembre de 1906-ibídem, 27 de septiembre de 1981) fue un ingeniero militar argentino, que alcanzó el rango de general de brigada. Se desempeñó como interventor de la Secretaría de Asuntos Técnicos de la Nación bajo las presidencias de facto de Eduardo Lonardi y Pedro Eugenio Aramburu, y luego como embajador en Alemania Occidental durante la presidencia de Arturo Frondizi.

## Biografía
Nacido en Buenos Aires en 1906, era descendiente de alemanes. Estudió en el Colegio Militar de la Nación y en la Escuela Superior Técnica del Ejército, graduándose como ingeniero militar.
Hacia 1948, trabajaba en la Oficina Argentina de Asuntos de Emigración en Berna (Suiza), bajo el consejero de legación Enrique Moss.
Bajo la Revolución Libertadora, ascendió a general de brigada y fue designado interventor y liquidador de la Secretaría de Asuntos Técnicos de la Nación en octubre de 1955, ocupando el cargo hasta enero de 1957 cuando dicha Secretaría fue disuelta por el presidente de facto Pedro Eugenio Aramburu. Posteriormente fue designado director de la Dirección Nacional de Industrias del Estado. También encabezó el Instituto de Investigaciones Científicas y Técnicas de las Fuerzas Armadas (CITEFA). En 1958 fue nombrado agregado militar en la embajada argentina en Londres.
Desde 1959, hasta el golpe de Estado contra Arturo Frondizi en 1962, fue embajador en Bonn (República Federal de Alemania). En 1966 se convirtió en vicepresidente de Rheinstahl Hanomag Cura S.A., empresa fabricante de tractores en Bell Ville.
Falleció en Buenos Aires en 1981.

## Obra
- Organización y cálculo de afustes y frenos de artillería. Círculo Militar (1945).[13]